# Prusakowate
Prusakowate (Blattellinae) – podrodzina karaczanów z rodziny zadomkowatych (Ectobiidae).
Karaczany małe lub średniej wielkości, o czułkach dłuższych niż połowa długości ciała. Odnóża środkowe i tylne zwykle z brzusznymi kolcami ud ustawionymi w dwa nierówne rowki. Wyrostki rylcowe samca niesymetryczne lub nieobecne, a siódme sternum samicy niedwuwargowe.
W Polsce występuje tylko karaczan prusak
Należy tu 76 rodzajów:
- Anallacta Shelford, 1908
- Anaplectella Hanitsch, 1928
- Anaplectoidea Shelford, 1906
- Aseucina Rocha e Silva & Gurney, 1963
- Asiablatta Asahina, 1985
- Astylella Princis, 1963
- Beybienkoa Roth, 1991
- Blattella Caudell, 1903
- Burchellia Rehn, 1933
- Caboverdea Princis, 1959
- Caffroblatta Rehn, 1922
- Cahita Hebard, 1923
- Calhypnorna Saussure & Zehntner, 1893
- Carbrunneria Princis, 1954
- Chorisia Princis, 1951
- Chrastoblatta Saussure & Zehntner, 1895
- Chromatonotus Hebard, 1920
- Dasyblatta Hebard, 1921
- Dethieridris Roth, 1996
- Dewittea Hanitsch, 1938
- Dyakinodes Princis, 1951
- Eowilsonia Roth, 1991
- Episymploce Bei-Bienko, 1950
- Escala Shelford, 1907
- Euandroblatta Rehn, 1922
- Eudromiella Hebard, 1920
- Euhypnorna Hebard, 1921
- Haplosymploce Hanitsch, 1933
- Hemithyrsocera Saussure, 1893
- Hensaussurea Princis, 1954
- Hololeptoblatta Bolívar, 1924
- Hoplophoropyga Chopard, 1921
- Hypnorna Stål, 1858
- Ignabolivaria Chopard, 1929
- Ischnoptera Burmeister, 1838
- Jacobsonina Hebard, 1929
- Johnrehnia Princis, 1954
- Keyella Roth, 1990
- Litoblatta Hebard, 1921
- Loboptera Brunner von Wattenwyl, 1865
- Lobopterella Princis, 1957
- Lobopteromorpha Chopard, 1952
- Malaccina Hebard, 1929
- Mayottella Roth, 2002
- Miriamrothschildia Roth, 1989
- Moluchia Rehn, 1933
- Nelipophygus Rehn & Hebard, 1927
- Neoloboptera Princis, 1953
- Neolobopteromorpha Bonfils, 1969
- Neotemnopteryx Princis, 1951
- Neotrogloblattella Roth, 1991
- Nesomylacris Rehn & Hebard, 1927
- Nondewittea Roth, 1989
- Ornatiblatta Johns, 1966
- Parasigmoidella Hanitsch, 1931
- Paratemnopteryx Saussure, 1869
- Parcoblatta Hebard, 1917
- Parectoneura Roth, 1990
- Phymatosilpha Princis, 1962
- Pseudoanaplectinia Roth, 1995
- Pseudoceratinoptera Hanitsch, 1937
- Pseudomops Serville, 1831
- Pseudosigmella Princis, 1948
- Pseudothyrsocera Shelford, 1906
- Robshelfordia Princis, 1954
- Scalida Hebard, 1929
- Sigmella Hebard, 1940
- Stayella Roth, 1984
- Symploce Hebard, 1916
- Symplocodes Hebard, 1929
- Tartaroblatta Bei-Bienko, 1936
- Temnopteryx Brunner von Wattenwyl, 1865
- Termitoblatta Rehn, 1922
- Trogloblattella Mackerras, 1967
- Xestoblatta Hebard, 1916
- Xosablatta Rehn, 1931